# Edith Gyömrői
Dans le nom hongrois Gyömrői Edith, le nom de famille précède le prénom, mais cet article utilise l’ordre habituel en français Edith Gyömrői, où le prénom précède le nom.
Edith Gyömrői, née à Budapest le 8 septembre 1896 et morte à Londres le 11 février 1987, est une psychanalyste, écrivaine et militante politique hongroise. Elle est la première psychanalyste installée au Sri Lanka.

## Biographie
Fille de Mark Gelb, qui « magyarise » ensuite leur nom de famille en Gyömrői, en 1899, fabricant de meubles, et de Ilona Pfeifer.
À l'instigation de son père, elle commence des études de design d'intérieur, qu'elle ne termine pas. Elle se marie avec un ingénieur chimiste Ervin Renyi et ils s'installent à Vienne. Ils ont un fils, Gábor, qui déporté durant la Seconde Guerre, meurt en camp de concentration nazi, puis ils divorcent en 1918. Edith Gyömrői rentre en Hongrie. Elle est la nièce d'István Hollós, par l'intermédiaire duquel elle découvre la psychanalyse et elle participe au Ve congrès de l'Association psychanalytique internationale à Budapest, en 1918.

### Engagements politiques et carrière d'analyste
Elle participe au « Cercle du dimanche », créé en 1915 par le sociologue Karl Mannheim et le philosophe Georg Lukács, un groupe d'intellectuels de gauche dont font aussi partie le psychanalyste René Spitz et le musicien Bela Bartok. Elle publie un recueil de poèmes sous son nom d'Edit Renyi en 1919, Renyi Edit versei. Durant l'éphémère République des conseils de Hongrie, elle travaille pour le commissariat à l'éducation.
Lors de la chute du régime en 1919, elle se réfugie à Vienne, où elle gagne sa vie en travaillant dans une usine, puis comme assistante commerciale dans une librairie. Elle est en relation avec l'écrivain hongrois Béla Balázs, le compositeur autrichien Hanns Eisler, l'écrivain tchèque Egon Kisch et le romancier Hermann Broch qui a traduit ses poèmes en allemand. Par la suite, elle séjourne quelque temps en Tchécoslovaquie et en Roumanie. Elle est expulsée de Roumanie en raison de ses activités communistes, et elle séjourne à Berlin en 1923-1933, avec son deuxième mari, Lászlo Glück (Tölgy). Elle crée des costumes pour les films d'Elisabeth Bergner au studio de cinéma Neumann, fait des traductions, etc. Elle travaille quelque temps pour le journal du Secours rouge international. Elle fait une analyse avec Otto Fenichel, en 1923, puis se forme à la psychanalyse auprès de lui, de 1925 à 1929. Lorsqu'elle postule pour sa formation à l'Institut psychanalytique de Berlin, sa candidature est retardée, à cause de ses activités politiques, elle est notamment liée avec Annie Reich, Wilhelm Reich, Edith Jacobson et Siegfried Bernfeld et participe au Kinderseminar d'Otto Fenichel. Elle est pourtant autorisée à suivre les cours et à participer aux séminaires. Elle est finalement acceptée en formation, et se qualifie comme analyste, métier qu'elle exerce ensuite.
Lorsque Hitler prend le pouvoir en 1933 en Allemagne, Edith Gyömrői émigre à Prague, mise en danger en raison de ses origines juives et de ses prises de position politiques, opposées à l'idéologie nazie, elle se joint au groupe d'analystes pragois, animé par Otto Fenichel, puis dès 1934, elle revient à Budapest, où elle rejoint l'Association psychanalytique hongroise. Entre 1936 et 1938, elle organise des séminaires et des soirées de discussions, destinées aux mères et aux éducateurs, sur des questions liées à l'éducation. Elle est connue pour avoir été la deuxième analyste du poète hongrois József Attila. Celui-ci lui dédie des poèmes d'amour et des réflexions sur la psychanalyse, « Szabadotletek jegyzeke ket ulesben », il finira par se suicider, après une nouvelle analyse avec Robert Bak et plusieurs tentatives de suicide.

### Exil au Sri Lanka et retour en Angleterre
En 1938, après l'Anschluss, et lorsque le régime autoritaire d'Horthy prend les premières mesures antisémites, elle émigre avec son troisième mari, László Újvári au Sri Lanka, en passant par Trieste. Son mari meurt d'une leucémie en 1940. Elle se remarie avec l'universitaire Evelyn Frederick Charles Ludowyk, professeur à l'université de Colombo. Elle étudie la religion bouddhiste, et publie en 1942, Miracle and Faith in Early Buddhism. Elle milite dans une association trotskiste, le parti Lanka Sama Samaja et, en 1947, participe à la création d'un parti féministe. Elle publie en 1948 un article dans le Times of Ceylon, intitulé « Feminism or Socialism ? ». Elle est membre didacticienne de l'association psychanalytique indienne.
Elle quitte définitivement le Sri Lanka en 1956, et s'installe à Londres avec son mari. Elle reprend ses activités de psychanalyste, au sein de la Société britannique de psychanalyse. Elle publie un article sur l'analyse d'une adolescente rescapée d'un camp de concentration nazi. Elle fait des supervisions et donne des enseignements au Centre Anna Freud et à la Hampstead Clinic, et est amie avec Joseph Sandler et Anne-Marie Sandler. Elle soutient la reprise des activités de l'Association psychanalytique hongroise dans les années 1970, et son retour au sein de l'Association psychanalytique internationale.

## Œuvres
- Rényi Edit versei [Poèmes of Edit Renyi], Budapest, Benkő Gyula könyvkereskedése, 1919, (OCLC 895336155).
- Versohnung, 1979
- Gegen den Strom 1941 (inédit)
- Miracle and Faith in Early Buddhism, 1944
- « Pubertätsriten der Mädchen in einer dans Umwandlung begriffenen Gesellschaft », in Maria Pfister-Amende (ed.), Geistige Hygiene. Forschung und Praxis, Bâle, Benno Schwabe, 1955.
- Megbékélés, Budapest, Magvetö, 1979, 203 p.  (ISBN 9789632710686)
- Szemben az arral : regeny, Pecs, Jelenkor, 279 p.  (ISBN 9789636765446)
- (coll.) Hallali vadász történetek, avec Sárika Somló et Kalman Kato, Budapest, Stephaneum Ny., 1914. (OCLC 34381035)